# Riverside (Missouri)
Riverside és una població dels Estats Units a l'estat de Missouri. Segons el cens del 2000 tenia 2.979 habitants.

## Demografia
Segons el cens del 2000, Riverside tenia 2.979 habitants, 1.222 habitatges, i 727 famílies. La densitat de població era de 215,8 habitants per km².
Dels 1.222 habitatges en un 29,5% hi vivien nens de menys de 18 anys, en un 40,1% hi vivien parelles casades, en un 12,8% dones solteres, i en un 40,5% no eren unitats familiars. En el 33,2% dels habitatges hi vivien persones soles el 5,1% de les quals corresponia a persones de 65 anys o més que vivien soles. El nombre mitjà de persones vivint en cada habitatge era de 2,28 i el nombre mitjà de persones que vivien en cada família era de 2,91.
Per edats la població es repartia de la següent manera: un 22,3% tenia menys de 18 anys, un 10,9% entre 18 i 24, un 32% entre 25 i 44, un 22,7% de 45 a 60 i un 12,1% 65 anys o més.
L'edat mediana era de 35 anys. Per cada 100 dones de 18 o més anys hi havia 102,2 homes.
La renda mediana per habitatge era de 34.679 $ i la renda mediana per família de 36.205 $. Els homes tenien una renda mediana de 31.930 $ mentre que les dones 23.368 $. La renda per capita de la població era de 17.771 $. Entorn del 7,3% de les famílies i el 10,3% de la població estaven per davall del llindar de pobresa.

## Poblacions més properes
El següent diagrama mostra les poblacions més properes.